# Geologija Finske
Geologija Finske je sestavljena iz mešanice geološko zelo mladih in zelo starih materialov. Pogoste vrste kamnin so ortognajs, granit, metavulkanske inmetasedimentne kamnine. Na vrhu le-teh leži razširjena tanka plast nekonsolidiranih usedlin, ki so nastale v povezavi s kvartarnimi ledenimi dobami, na primer esker, til in morska glina. Topografski relief je precej umirjen, saj so bili gorski masivi že davno zrušeni v peneplen.

## Predkambrijski ščit
Kamninska podlaga Finske pripada Fenoskandijskemu ščitu in je nastala z zaporedjem orogenez v predkambriju. Najstarejše kamnine Finske, tiste arhejske starosti, najdemo na vzhodu in severu. Te kamnine so predvsem granitoidi in migmatitski gnajs. Kamnine v osrednji in zahodni Finski so nastale ali so bile umeščene med Svecokarelsko orogenezo. Po tej zadnji orogenezi so rapakivi graniti vdrli na različne lokacije Finske v mezoproterozoiku in neoproterozoiku, zlasti v Ålandskih otokih in na jugovzhodu. Jotnijski sedimenti se običajno pojavljajo skupaj z rapakivi graniti.
Gore, ki so obstajale v predkambrijskem času, so bile erodirane v raven teren že v poznem mezoproterozoiku. S proterozojsko erozijo, ki znaša več deset kilometrov, so številne predkambijske kamnine, ki jih danes vidimo na Finskem, 'korenine' starodavnih masivov.
Ker je Finska v starejšem delu Fenoskandijskega ščita, so njene temeljne kamnine znotraj treh starejših pododdelkov ščita, znanih kot domene: Kola, Karelian in Svecofennian domene. Ta podrazdelitev, ki sta jo vzpostavila Gaál in Gorbačov leta 1987, temelji na različnih geoloških zgodovinah domen pred njihovo dokončno združitvijo pred 1800 milijoni let.

### Domena Kola
Skrajni severovzhod Finske je del domene Kola, ker kaže precejšnjo povezanost z geologijo polotoka Kola v Rusiji. Okoli jezera Inari so pasovi paragnajsa, ortognajsa in zelenega kamna. Kamnine v tem delu Finske so arhejske in proterozojske starosti.
Južno in zahodno od jezera Inari leži podolgovato in lokasto območje granulitnih kamnin, znano kot Laponski granulitni pas. Pas je širok do 80 km. Glavne kamnine pasu so migmatizirana droba in argiliti. Študije detritalnega cirkona kažejo, da sedimentni protolit metamorfnih kamnin pasu ne more biti star več kot 2900–1940 milijonov let. Pas ima vdore norita in enderbita apnenčasto-alkalne kemije.

### Karelijska domena
Karelijska domena ali Karelijski blok sestavlja večino stene severovzhodnega dela Finske, ki se razteza v bližnja območja Rusije. Karelijsko področje je sestavljeno iz kolaža kamnin, ki so nastale v arhejskih in paleoproterozojskih časih. Meja do domene Kola je sestavljena iz rahlo padajoče drsne ravnine med dvema skalnima gmotama, kjer je bil laponski granulitni pas potisnjen proti jugu čez skale Karelijske domene.
Arhejske kamnine v Karelijski domeni so sever-jug srednjega zelenega kamna in metasedimentni pasovi. V pasove vdirajo granitoidi, običajno monzogranit in granodiorit. Poleg teh pasov in intruzij obstaja tudi metasedimentni gnajs, ki je nastal pri vmesnih tlakih. Vzdolž osrednjega dela finsko-ruske meje leži Belomorski teran, podenota Karelijske domene, za katero se domneva, da je nastala s trkom med Kolsko domeno in Karelijsko domeno v paleoproterozoiku. To trčenje je zaznamovalo dokončno združitev obeh blokov skorje. Kamnine Belomorskega terana, tako kot tam pogosti granitoidni gnajsi, so visoke kakovosti.
Granitoidni kompleks osrednje Laponske pokriva večji del notranjosti severne Finske. Te kamnine so nastale v zadnjih fazah Svecofennijske orogeneze in so večinoma sestavljene iz grobozrnatih granitov. Poravnava granitoidnih vdorov jugovzhodno od Ouluja ima verjetno isti izvor.
Trije finski ofioliti se pojavljajo znotraj Karelijske domene. To so ofiolitni kompleksi Jormua, Outokumpu in Nuttio. Vsi so bili postavljeni v paleoproterozoiku. Ofioliti Jormua in Outokumpu ležijo vzporedno in blizu meje s Svecofennijsko domeno. Tudi proti meji s Svecovefennijsko domeno je vrsta metamorfiziranih arhejskih kamnin, ki so zložene v vzorec gubanja.

### Svecofennijska domena
Jugozahodni del Finske je v glavnem sestavljen iz kamnin Svecofennijske domene ali Svecofennijske orogeneze. Te kamnine so vedno proterozojske starosti. Njena meja s Karelijsko domeno (mešanih arhejskih in paleoproterozojskih kamnin) je diagonala severozahod-jugovzhod. Plutonske kamnine, ki so nastale med akrecijo vulkanskih lokov ali celinskih trkov Svecofennijske orogeneze, so pogoste v tej domeni. Med temi kamninami je največja skupina osrednjefinski granitoidni kompleks, ki pokriva velik del osrednje Finske, južne Ostrobotnije in Pirkanmaa. Granitoidi, ki so vdrli po Svercofenijski orogenezi, so pogosti na južnem Finskem in se pojavljajo večinoma v ok. 100 km Finskega zaliva ali Ladoškega jezera. Ti tako imenovani lateorogenski graniti se odlikujejo po tem, da običajno vsebujejo granat in kordierit ter jih spremlja precej malo kamnin mafične in vmesne sestave. Razpršeni majhni granitoidi se pojavljajo znotraj iste cone. Nastali pred 1810–1770 milijoni let so to najmlajši granitoidi na južnem Finskem, povezani s Svekofennijsko orogenezo.

### Rapakivi granit in jotnijski sediment
Jotnijski sedimenti so najstarejši znani sedimenti na baltskem območju, ki niso bili podvrženi pomembnemu metamorfizmu. Ti sedimenti so običajno s kremenom bogati peščenjaki, meljevci, arkoza, skrilavci in konglomerati. Značilna rdeča barva jotnijskih sedimentov je posledica njihovega odlaganja v subaerialnih (npr. nemorskih) razmerah. Na Finskem se jotnijski sedimenti pojavljajo v Muhos Grabnu blizu Ouluja na severovzhodnem koncu Botniškega zaliva in južneje blizu obale pri Satakunti. Jotnijske kamnine najdemo tudi na morju med Finsko in Švedsko v Botniškem zalivu in Ålandskem morju, vključno z Južnim Kvarkenom. Znane jotnijske kamnine v Ålandskem morju so peščenjaki, ki pripadajo neformalno definirani formaciji Söderarm. Nad njimi so zgornjerifejski in vendski peščenjaki in skrilavci. Obstajajo dokazi, ki kažejo, da so jotnijske kamnine ali celo jotnijska platforma nekoč pokrivale velik del Fenoskandije in niso bile omejene na nekaj krajev kot danes. Omejen geografski obseg jotnijskih sedimentov je trenutno posledica njihove erozije v geološkem času. Sedimentne kamnine, stare kot jotnijski sedimenti, imajo nizek potencial ohranitve.
Razporeditev nekaterih jotnijskih sedimentov je prostorsko povezana s pojavom granita rapakivi. Korja in sodelavci (1993) trdijo, da je sovpadanje jotnijskih sedimentov in granita rapakivi v Finskem in Botniškem zalivu povezano z obstojem tanke skorje na teh lokacijah.

### Alkalne kamnine
Na Finskem  obstajajo majhni izdanki alkalnih kamnin, karbonatitov in kimberlitov, vključno z zahodnimi in najjužnejšimi izdanki permske alkalne domene Kola. Običajno se domneva, da alkalna domena Kola predstavlja ognjeno žarišče, ki ga je ustvaril plaščni oblak. Karbonati na Finskem imajo širok razpon starosti, vendar vsi izhajajo iz »dobro premešanega« dela zgornjega plašča. Karbonatitni kompleks Siilinjärvi arhejske starosti je eden najstarejših karbonatitov na Zemlji. Vsi znani kimberliti so skoncentrirani v bližini mest Kuopio in Kaavi. Ti so združeni v dve skupini in vključujejo diatreme (vulkanske cevi) in dajke.

## Kaledonske kamnine
Najmlajše kamnine na Finskem so tiste, ki jih najdemo blizu mesta Kilpisjärvi v Enontekiö (skrajni severozahodni del severozahodnega rokava države). Te kamnine pripadajo skandinavskim kaledonidom, ki so se zbrali v času paleozoika. Med kaledonsko orogenezo je bila Finska verjetno pogreznjen predzemeljski bazen, prekrit s sedimenti; poznejši dvig in erozija bi erodirala vse te usedline. Na Finskem kaledonski pokrovi prekrivajo oklepne kamnine arhejske starosti. Kljub temu, da se skandinavski kaledonidi in sodobno Skandinavsko gorovje pojavljajo na približno istem območju, niso povezani.

## Kvartarna nahajališča
Ledena plošča, ki je občasno prekrivala Finsko v kvartarju, je zrasla iz Skandinavskega gorovja. Po nekaterih ocenah so kvartarni ledeniki na Finskem v povprečju erodirali 25 m kamnine, pri čemer je bila stopnja erozije zelo visoka spremenljivka. Nekaj materiala, erodiranega na Finskem, je končalo v Nemčiji, na Poljskem, v Rusiji in baltskih državah. Tla tila od kvartarnih ledenih plošč so na Finskem vseprisotna. V primerjavi s preostalo Finsko imajo južna obalna območja tanko in neenakomerno odejo puhlice, kar dokazuje vidnejšo vlogo ledeniške erozije na tem območju, medtem ko Ostrobotnija in deli Laponske izstopajo po debelem zemljišču. Osrednji deli ledene plošče Weichsel so imeli v času največjega obsega pogoje, ki temeljijo na mrazu. Zato so že obstoječe reliefne oblike in usedline na severnem Finskem ušle ledeniški eroziji in so zdaj še posebej dobro ohranjene. Gibanje ledu od severozahoda proti jugovzhodu je pustilo polje poravnanih bobnov v osrednji Laponski. Rebraste morene, najdene na istem območju, odražajo poznejšo spremembo gibanja ledu od zahoda proti vzhodu.
Med zadnjo deglaciacijo je prvi del Finske, ki je ostal brez ledu, jugovzhodna obala; to se je zgodilo tik pred hladnim urokom mlajšega driasa 12.700 let pred sedanjostjo. Medtem ko se je ledena odeja na jugovzhodu po mlajšem driasu še naprej umikala, je do umika prišlo tudi na vzhodu in severovzhodu. Umik je bil najhitrejši z jugovzhoda, zaradi česar je spodnji tok reke Tornio na severozahodu Finske postal zadnji del države brez ledu. Končno je do 10.100 let pred našim štetjem ledeni pokrov skoraj zapustil Finsko in se umaknil na Švedsko in Norveško, preden je izginil.ref name=Stroevenetal2016>Stroeven, Arjen P.; Hättestrand, Clas; Kleman, Johan; Heyman, Jakob; Fabel, Derek; Fredin, Ola; Goodfellow, Bradley W.; Harbor, Jonathan M.; Jansen, John D.; Olsen, Lars; Caffee, Marc W.; Fink, David; Lundqvist, Jan; Rosqvist, Gunhild C.; Strömberg, Bo; Jansson, Krister N. (2016). »Deglaciation of Fennoscandia«. Quaternary Science Reviews. 147: 91–121. Bibcode:2016QSRv..147...91S. doi:10.1016/j.quascirev.2015.09.016. hdl:1956/11701.</ref> Umik ledu je spremljal nastanek eskerjev in razpršitev drobnozrnatega sedimenta, odloženega kot sloj sedimenta.
Ko se je ledena plošča tanjšala in umikala, se je kopno začelo dvigovati zaradi postglacialnega odboja. Velik del Finske je bil pod vodo, ko se je led umaknil in je bil postopoma dvignjen v procesu, ki traja še danes. Niso bila vsa območja potopljena hkrati in ocenjuje se, da je v posameznem obdobju pod vodo okoli 62 %. Največja višina starodavne obale se je razlikovala od regije do regije: na južnem Finskem od 150 do 160 m, v osrednjem Finskem okoli 200 m in na vzhodnem Finskem do 220 m. Na Finskem so se razvila tla, ko so bila brez ledu in vode. Podzoli s tilom kot matičnim materialom zdaj pokrivajo približno 60 % površine Finske..

## Gospodarska geologija
Rudarjenje kovin na Finskem se je začelo leta 1530 v rudniku železa Ojamo, vendar je bilo rudarjenje v državi minimalno do 1930-ih. Najdišče Outokumpu, odkrito leta 1910, je bilo ključno za razvoj rudarstva na Finskem v 20. stoletju. Ko so Outokump, je bila to prva finska sulfidna ruda, ki so jo izkopali. Ta rudnik so zaprli leta 1989. Drug pomemben finski rudarski vir je bil nikelj v Petsamu, ki ga je kanadski INCO izkopaval od leta 1920 naprej. Petsamo in njegove rudnike je leta 1944 zaradi moskovskega premirja izgubila Sovjetska zveza.
Od leta 2001 do 2004 je število izkopanih kovinskih rud padlo z enajstih na naslednje štiri:
- Rudnik cinka Pyhäsalmi, Immet Mining Corporations (financira Kanada)
- Rudnik niklja Nivala, Outokumpu
- Rudnik kroma Keminmaa, Avesta Polarit
- Rudnik zlata Sodankylä, ScanMining (financira Švedska)

Na Finskem je nekaj virov urana, vendar do danes niso bila ugotovljena komercialno uspešna nahajališča za izključno rudarjenje urana. V Kareljski domeni obstajajo različni večplastni mafični vdori zgodnjega paleoproterozoika, ki so jih izkoriščali za vanadij.
Večina finskih kovinskih rud je nastala v paleoproterozoiku med svekofensko orogenezo ali v obdobju kompleksne ekstenzijske tektonike pred njo.

### Nekovinski viri
Nekovinski viri na Finskem so fosfor, ki se v karbonatitu Siilinjärvi koplje od leta 1979, izvir pa je bil prvotno odkrit leta 1950. Osnova Finske vsebuje različne vrste dragih kamnov. Kimberlit Lahtojoki vsebuje granat in diamantne ksenokristale dragulja.
Finska ima cvetočo industrijo kamnolomov. Finski kamen se je v zgodovini uporabljal za stavbe v Helsinkih in Sankt Peterburgu in Revalu cesarske Rusije. Danes so glavni uvozniki finskega kamna Kitajska, Nemčija, Italija in Švedska. Kamen, pridobljen na Finskem, je granit, kot je wiborgitna različica granita rapakivi in marmor. Milni kamen (smukec) iz cone skrilavca na Finskem prav tako pridobivajo za uporabo v pečeh.